# Владимир Ђорђевић (глумац)
Владимир Ђорђевић (Нови Сад, 18. децембар 1979) je српски глумац. Познат је по улогама Непријатељ, Месо и Кости.

## Биографија
Рођен је 18. децембра 1979. у Новом Саду. Дипломирао је на Академији уметности Универзитета у Бањој Луци, на драмском одсеку, смер Глума. Бави се певањем, свирањем, борилачким спортовима и вожњом мотора. Члан је Народног позоришта Републике Српске, глумио је у представама Сумњиво лице (2022), Виконт де Валмон (2021), Генетика Глембајевих (2021), Странци у ноћи (2021), Златно доба (2020), Злочин и казна (2019), Хамлет у селу Мрдуша Доња (2018), Наши дани (2018), Синови умиру први (2016), Часови у којима ништа нисмо знали једни о другима (2015), Кандило у розаријуму (2014), Праведници (2014), Изгубљени у Бруклину (2013), Кухиња (2013), Укроћена горопад (2012), Виктор или деца на власти (2012), Развојни пут Боре Шнајдера (2012), Ревизор (2011), Одумирање медведа (2009), Звезда је рођена (2009), Није човјек ко не умре (2008), Дивље месо (2008), Ромео и Јулија (2007), Мајка Храброст и њена деца (2006), Је ли било кнежеве вечере? (2006), Свети Георгије убија аждаху (2005), Избирачица (2005), Мирандолина (2005), Бан први (2004) и Власт (2004). Глумио је у телевизијским серијама Кости, Хотел Балкан, Месо, Без пардона и Хотел Балкан и филмовима Екскурзија, Непријатељ, Здухач значи авантура и Хероји за један дан. Добитник је награде стручног жирија за најбољу мушку улогу Јованче Мицића у представи Пут око света на фестивалу „Кочићева српска сцена” 2005. године. Ожењен је са Јеленом Ђорђевић од 2005. године.